# Адамовцы (Минская область)
Адамо́вцы (бел. Адамаўцы) — деревня в Воложинском районе Минской области Республика Беларусь. Входит в состав Першайского сельсовета.

## История
После подписания Рижского мирного договора (1921) край оказался в составе межвоенной Польши, был образован Вилейский повет, oт 1927  Молодечненский повет Новогрудского воеводства, а с 1926 года Виленского воеводства.
До 28 мая 2013 года деревня была в составе Яршевичского сельсовета.
Расположена в 21 км от Воложина и в 38 км от Минска. Высота над уровнем моря — 212 метров.

## Население
- 2009 год — 39 человек[1].
- 1931 год — 160  жителей, 31 домов[6].
- 1921 год — 172  жителей, 28 домов[7].